# Harma theobene
Harma theobene is een vlinder van de familie van de Nymphalidae, van de onderfamilie van de Limenitidinae. De wetenschappelijke naam van de soort is voor het eerst voorgesteld door Edward Doubleday in een publicatie uit 1848.

## Verspreiding
Deze vlinder komt voor in de bossen van Guinee, Sierra Leone, Liberia, Ivoorkust, Ghana, Benin, Nigeria, Kameroen, Gabon, Centraal-Afrikaanse Republiek, Congo-Kinshasa, Oeganda, Kenia, Tanzania, Angola, Zambia, Malawi en Mozambique.

## Waardplanten
De rups leeft op soorten van de Achariaceae, waaronder Buchnerodendron sp., Dovyalis sp., Caloncoba gilgiana (Sprague) Gilg en Lindackeria schweinfurthii Gilg.

## Ondersoorten
- Harma theobene theobene Doubleday, 1848 (Guinee, Sierra Leone, Liberia, Ivoorkust, Ghana, Benin, Nigeria)
- Harma theobene blassi (Weymer, 1892) (Oost-Kenia, Oost-Tanzania)
  - = Cymothoe theobene nebetheo Suffert, 1904
- Harma theobene superna (Fox, 1968) (Nigeria, Kameroen, Gabon, Centraal-Afrikaanse Republiek, Congo-Kinshasa, Oeganda, West-Kenia, West-Tanzania, Noordoost-Zambia, Malawi, Mozambique)